# Слюни дьявола
«Слюни дьявола» (Las babas del diablo) — рассказ Хулио Кортасара, вошедший в сборник 1959 года «Секретное оружие». Написан под впечатлением от хичкоковского «Окна во двор» (1954) и, в свою очередь, послужил основой для сценария фильма Микеланджело Антониони «Фотоувеличение» (1966), которому была присуждена «Золотая пальмовая ветвь».

## Сюжет
Повествование ведётся в сбивчивой манере (то в первом, то в третьем, а то и во втором лице) от имени крайне возбуждённого парижского фотографа и переводчика чилийского происхождения по имени Мишель. Временами кажется, что он теряет контроль над собственным рассудком — после того, как осознал, что не контролирует собственные произведения. Прежде ему представлялось, что и то и другое — верные отражения объективно существующей реальности. Однако происшествие, описанное в рассказе, поставило под сомнение эту аксиому.
Как-то ноябрьским утром Мишель, прогуливаясь по берегу Сены в восторженном расположении духа, сделал несколько снимков. На одном из них изображён паренёк лет 14-ти и заигрывающая с ним зрелая женщина. Когда снимок был сделан, женщина принялась оскорблять фотографа и потребовала отдать ей плёнку:

Её лицо и тело вдруг вскипели враждебностью ко мне, ощутив себя похищенными, плененными и заточенными в крохотную, химически проявляемую картинку.
Воспользовавшись замешательством, юноша поспешил ретироваться во дворах: «растаял в утреннем воздухе, как нить паутины… которую ещё называют слюной дьявола». Мишель отличается живым воображением и начинает мысленно прокручивать различные сценарии, которые могли бы объяснить столь неадекватную реакцию женщины на снимок. На первый план при этом выступает мужчина, наблюдавший за сценой из автомобиля. Фотографу начинает казаться, что эта невинная, на первый взгляд, сценка есть улика против этого мужчины. А вдруг это сутенёр или педофил, использующий женщину как посредника, чтобы вовлекать детей в свои тёмные делишки?..
Шок от столкновения со злом, которое скрывалось за обыденным происшествием, приводит рассказчика к выводу о том, что реальность куда более многослойна, чем ему представлялось ранее, и что всякая однозначная интерпретация её данных — всего лишь иллюзия, майя, «слюни дьявола». Сбитыми оказываются все его гносеологические координаты:

Никто толком не знает, кто на самом деле все рассказывает, я ли, или это то, что случилось, или то, что я вижу (облака и время от времени какой-нибудь голубь), или же я просто пересказываю всю правду, которая — лишь моя правда…